# Província de Valparaíso
La província de Valparaíso se situa en el centre-oest de la Regió de Valparaíso, té una superfície de 2.780 km² i una població de 876.022 habitants. La seva capital provincial és la Ciutat de Valparaíso.
La província es divideix en 9 comunes:
- Valparaíso;
- Viña del Mar;
- Quilpué;
- Villa Alemana;
- Concón
- Quintero;
- Puchuncaví;
- Casablanca;
- Juan Fernández.